# Bediako Poku
Bediako Poku es un diplomático ghanés retirado.
- En 1963 fue miembro del Lincoln's Inn en Londres.
- De 1943 a 1945 fue director de la División de Kumasi escuela.
- De 1945 a 1947 fue director de la Boy's Industrial School Agona Swedru
- De 1948 a 1950 fue Tesorero Nacional, Convention People's Party.
- De 1951 a 1954 fue elegido de en:Wenchi (Ghana parliament constituency) Occidental a la Asamblea Legislativa de Costa de Oro y fue Secretaria Parlamentaria del Ministerio de Comunicaciones.
- De 1954 a 1959 fue secretario general de la en:Convention People's Party.
- En 1957 fue delegado a la conferencia de la en:Afro-Asian People's Solidarity Organisation en El Cairo.
- En 1958 fue delegado a la conferencia de la en:Convention People's Party.
- De 1959 a 1964 fue embajador en Tel Aviv (Israel).
- En 1964 fue Alto Comisionado em Kampala (Uganda).
- En 1965 fue miembro a las delegaciones ghaneses ante la Organización para la Unidad Africana en El Cairo.
- De 18 de febrero de 1966 a 24 de febrero de 1966 fue embajador en Pekín.
- De 04 de agosto de 1966 a 1968 fue embajador en Moscú (Unión Soviética).[1]